# トヨタ・コースター
コースター（COASTER）は、トヨタ自動車が販売するキャブオーバー型のマイクロバスである。

## 概要
ビッグバン（1ナンバー）やキャンピングカー（8ナンバー）としての登録も多く、テレビ放送局などでのロケバスとしても多く用いられている。また、日産・シビリアン同様、コミュニティバス用として導入している国内バス事業者もある。日本国内での用途廃車後、新興国や開発途上国へ中古車として輸出されるケースが多い車両でもある。
系列の日野自動車にはリエッセIIの車名でOEM供給（3代目中途以降）されている。
輸出仕様には、つり革、非常口、降車ボタンなどを備えた路線仕様も存在し、香港において運行されているミニバス（Public Light Bus）のほとんどがコースターLPGを使用している。また、香港向けに開発された1BZ 型 4.1 L LPGエンジン搭載車も、3代目から日本においてもコースターならびにリエッセIIに設定され幼稚園バス等で使用されている。
欧州では、ポルトガルのサルバドール・カエターノがコースターのシャシに独自の車体を架装し、「オプティモ」の名で販売している。
なお、2014年9月に運転席側・助手席側ともに全車SRSエアバッグが非装備だったピクシストラック（ダイハツ・ハイゼットトラックのOEM）がフルモデルチェンジし、全車運転席側にSRSエアバッグが標準装備化されたため、2015年1月の時点で新車で購入可能なトヨタ車では唯一、運転席側・助手席側ともに全車SRSエアバッグが非装備だったが、2016年（平成28年）12月に実施されたフルモデルチェンジで全車に運転席・助手席SRSエアバッグ（幼児専用車は運転席のみ）が標準装備され、2018年6月の一部改良で衝突被害軽減ブレーキも装備されるようになった。

## 前史

### 1956年 - 1962年
トヨペット・ルートトラックのはしごフレームにバスボディーを架装したものがコースターの始祖にあたる。
当初は、毎年のようにシャシが改良され、それに伴い型式（かたしき）も変更された。同一フレームがトラック、ルートバン、ライトバスなどで共用されていた。
他社も含め、当時はマイクロバスではなく、ライトバスと名乗っているものが多いようである。
- 1959年（昭和34年） トヨペット ダイナ(RK95) バス仕様 RK95B
- 1961年（昭和36年） トヨペット RK150B
- 1962年（昭和37年） 旧荒川板金製の RK160B 登場。車名はトヨペット・マイクロバス。12人乗りと15人乗りの2タイプ。

### トヨタ・ライトバス K170B系（1963年 - 1969年）
1963年（昭和38年）4月、ダイナのモデルチェンジに合わせ、3R-B型ガソリンエンジン搭載のトヨタ・ライトバス RK170B系が発表された。
170系ダイナでは、バスボディーを架装しやすいよう、スタウトと共通のものから、直線的なフレームに一新されており、ボディーもこれまでより大型のものを新規に設計・開発した。ライトバスの型式は、末尾がB (BUS) とされ、22人乗りがRK170B、25人乗りはRK170B-Bとなった。また、日本のマイクロバスとしては初めてとなる、オルタネーター（交流発電機、日本電装製）を装備していた。
当型式の丸型テールランプとバックアップランプは、2000GTにも流用されている。
以後、コースターへの改称まで、3度のマイナーチェンジを経ているが、最終型ではヘッドランプ周りに大ぶりな装飾が施され、テールランプは矩形レンズを縦に三段重ねたコンビランプ風のデザインとなった。
トヨタ車体の歴史では、1960年（昭和30年）に生産を開始した旧荒川板金工業製のマイクロバスRK160B型が、トヨタ自動車の歴史ではこのRK170B型 トヨタ・ライトバスが現・コースター、とそれぞれ記されており、RK、JK系のバスモデルがコースターにつながったことが示されている。
なお、少数ながら、トヨペット整備製の車体を架装したトヨペット・マイクロバスも1957年（昭和32年）から併売されており、上記の2車種とは異なる独自のデザインで2世代にわたって生産された。現在一般名詞として用いられている「マイクロバス」という語は、このモデルの発売にあたってトヨペット整備が登録した商標である。
J型ディーゼルエンジン搭載のJK170B系を追加。
1965年（昭和40年）6月、サブエンジン方式でクーラー搭載モデルを設定。このエンジンにはパブリカ700用のU型が流用され、最後列の座席を廃した床下に収められた。大型のクーラーボックスをも備えており、外観では屋根上のクーラーダクトと、リアの通気用メッシュが特徴となる。
1966年（昭和41年）2月、ガソリンエンジンを2,000 ccの5R型へ変更、型式がRK171Bとなる。また、パブリカの800 cc化に伴い、クーラー用サブエンジンが2U-B型となる。
1969年（昭和44年）2月、モデルチェンジに伴い「コースター」へ改称。

## 歴史

### 初代・U10系、B10系（1969年 - 1982年）

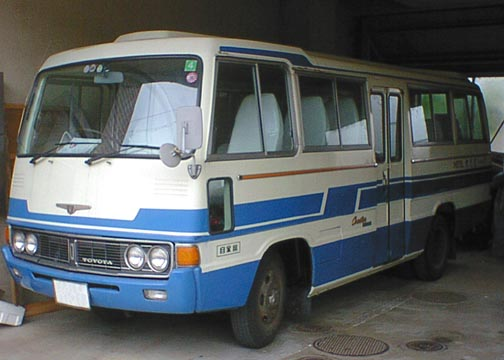
初代コースター

1969年（昭和44年）2月、コースターという名前では初代となるRU18型ほかが登場する。従来どおり、ダイナの姉妹車として開発されており、型式の「U」もダイナと共通である。最前部の屋根のみ少し高くされ（ハイルーフを除く）、運転席と左側最前列席への移動性が向上している。運転席ドアを装備するとともに、ラップアラウンド形状（U字型）のバンパーを採用した。
5R型ガソリンエンジンのほか、J型ディーゼルエンジンも設定され、レントゲン車などの架装に対応して発電用サブエンジンの搭載も可能であった。
1977年（昭和52年）2月、マイナーチェンジ。フレームを補強、ホイールベースも15mm延長され、型式がRU19となる。ブレーキマスターシリンダーがタンデムとなり、真空倍力装置一体型となる。5Rエンジンは圧縮比のアップなどで5 ps・1 kgmの出力向上。外観ではフロントグリルの意匠、外板色や塗り分けを変更。
1977年（昭和52年）6月、ダイナのフルモデルチェンジに先んじ、B10系に型式変更。ダイナから分離され専用型式となったため、運輸省の認可上はモデルチェンジとなるが、外観が踏襲されているため従来型との判別は難しい。ライトバス時代を通しても初となる、カタログモデルとしてのハイルーフが設定された。冷房装置は経済性や騒音面を重視してサブエンジン方式クーラー（2U型エンジン使用）は廃止され、乗用車等で一般的なエンジン直動式コンプレッサーとなっている。大きな車室の冷気を賄うためのコンプレッサーは高出力ととなり、ベルト駆動では信頼性に欠けるため、トランスミッションケース横から長い補助シャフトで伝達するPTO式を採用している。この補助シャフトの技術は、初代エスティマのスーパーチャージャーの駆動にも応用されている（エスティマの動力取り出しはPTOでは無く、クランクプーリーとベルトによる。）。
車両総重量とクーラーコンプレッサーの負荷を考慮してエンジンには若干の余裕を持たせ、3,200 ccの2B型ディーゼルと、2,200 ccの20R型ガソリンが新たに設定された。2B型は、ランドクルーザー40系の排出ガス規制用として、1979年（昭和54年）に日本国内向けのみに搭載されるまで、しばらくはコースター専用であった。
1979年（昭和54年）、一部改良。昭和54年排出ガス規制（排ガス記号：K-）に適合すると共に、シフトレバーの配置がコラムシフトからフロアシフトに、ワイパーがシルバーからブラックにそれぞれ変更された。

### 2代目・B20、30系（1982年 - 1992年）

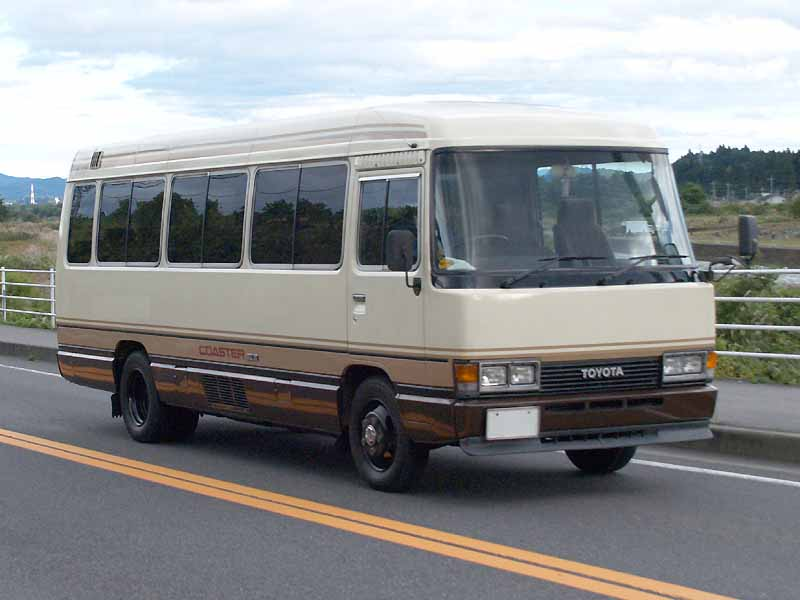
2代目コースター
ロングボデー ハイルーフ GX

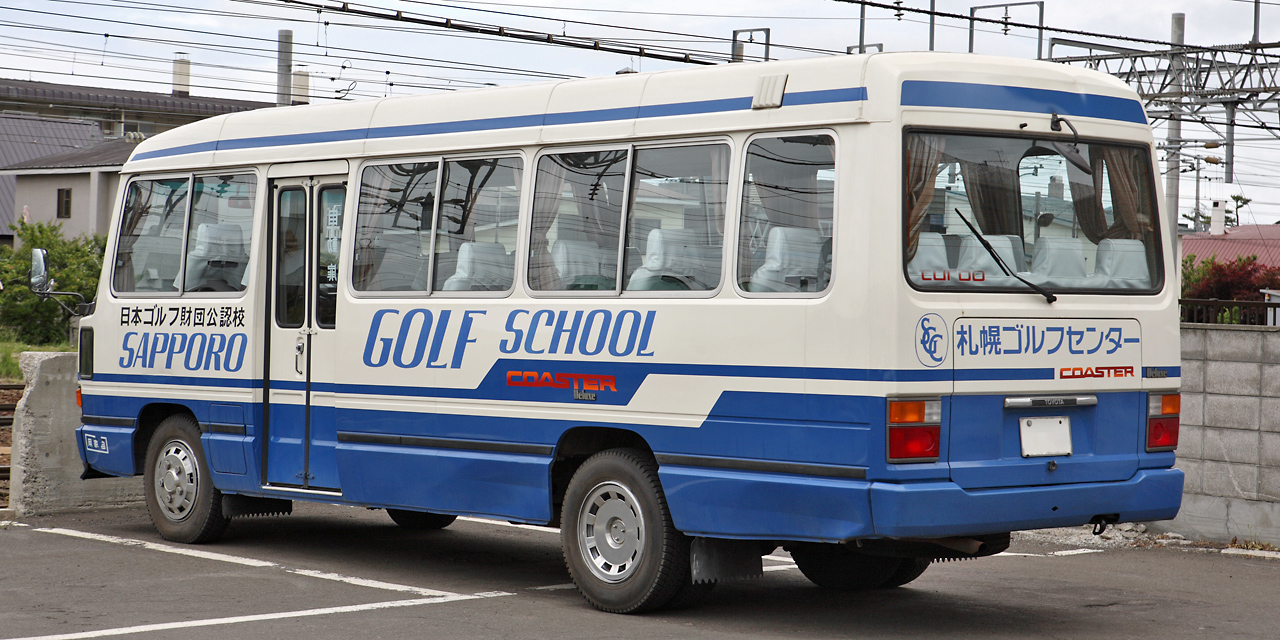
2代目コースター
ロングボデー ハイルーフ デラックス

1982年（昭和57年）5月、フルモデルチェンジされ2代目が登場する。このモデルより、ロングボデーやオートマチックトランスミッション（1985年10月）もラインナップされる。
全車の前輪がトーションバースプリングを用いたダブルウィッシュボーン式サスペンション（独立懸架）となり、最上級となるEXグレードにはエアサスペンションが新たに採用された。又、スタンダード、幼児車を除き、角形4灯ヘッドランプが採用された。
直列6気筒エンジンがメインとなり、ランドクルーザーに搭載されていた、直列6気筒OHV・4,000 cc、渦流室式の2H型ディーゼルエンジンと、その直噴・ターボ版の12H-T型（1985年〈昭和60年〉10月追加）がコースターにも設定された。他に、直列4気筒 OHV・3,400 cc・渦流室式ディーゼルの3B型、直列4気筒 OHV・3,700 ccの直噴ディーゼル14B型（1988年8月追加）、直列4気筒 OHC・ 2,400 ccガソリン22R型と合わせ、5機種のラインナップとなった。
客用ドアは従来からの折り戸に加え、国産マイクロバスでは初となるグライドドア（アウタースイング式プラグドアのトヨタでの呼称）を設定、どちらも自動・手動切替式とした。
他社に先駆けたこれら一連の装備の採用で、コースターの商品性は大きく向上した。
1984年（昭和59年）8月、普通貨物登録の「ビッグバン」を追加。普通免許（当時）での運転が可能なよう座席を9名とし、車室後半を1.25 t積みの荷室に充て、バックドアは荷役に都合の良い観音開きとした。2007年（平成19年）6月以降は運転免許制度改正に伴い、ロングボディーは車両総重量が5 tを超えて中型自動車となるため、新普通免許での運転は出来なくなった。さらに、2017年3月12日以降は、標準、ロングとも、準中型自動車となるため、準中型免許（標準は5トン限定でも可）でも運転できるようなった。
1990年（平成2年）1月、マイナーチェンジ。6気筒ディーゼルエンジンをH系から、OHC・4,200 cc渦流室式の1HZ型と、同じく直噴式ターボ過給の1HD-T型へ変更し、平成元年排出ガス規制に適合（型式の排ガス記号：U-）。ボディーのカラーリングも変更された。
特装車として、キックアップルーフで後部座席天井に傾斜付きのガラス窓が設けられた「パノラマサルーン」が存在した。架装は北村製作所。

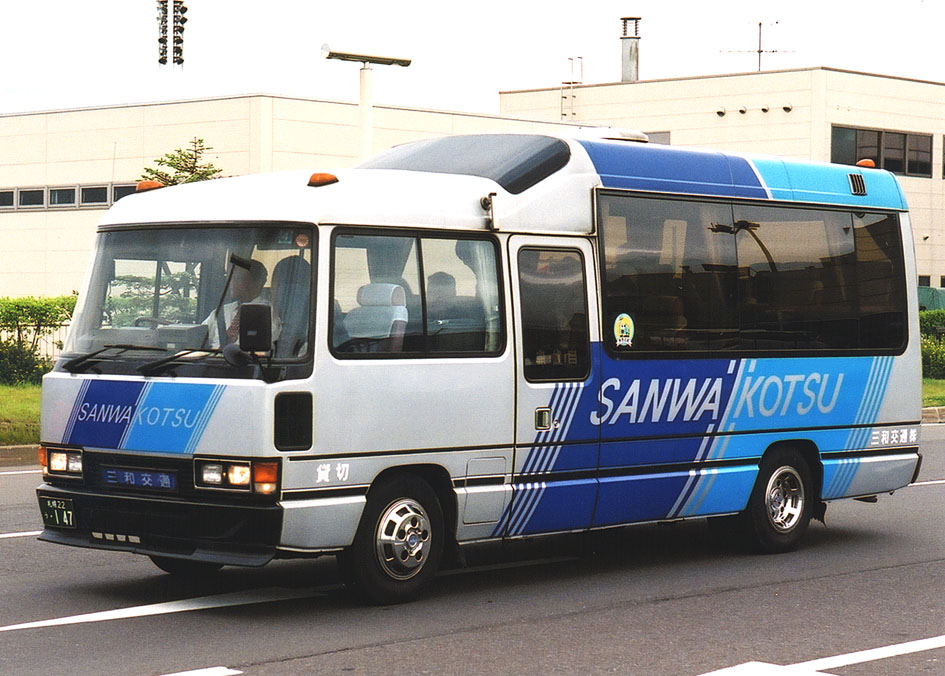
2代目コースター 三和交通パノラマサルーン
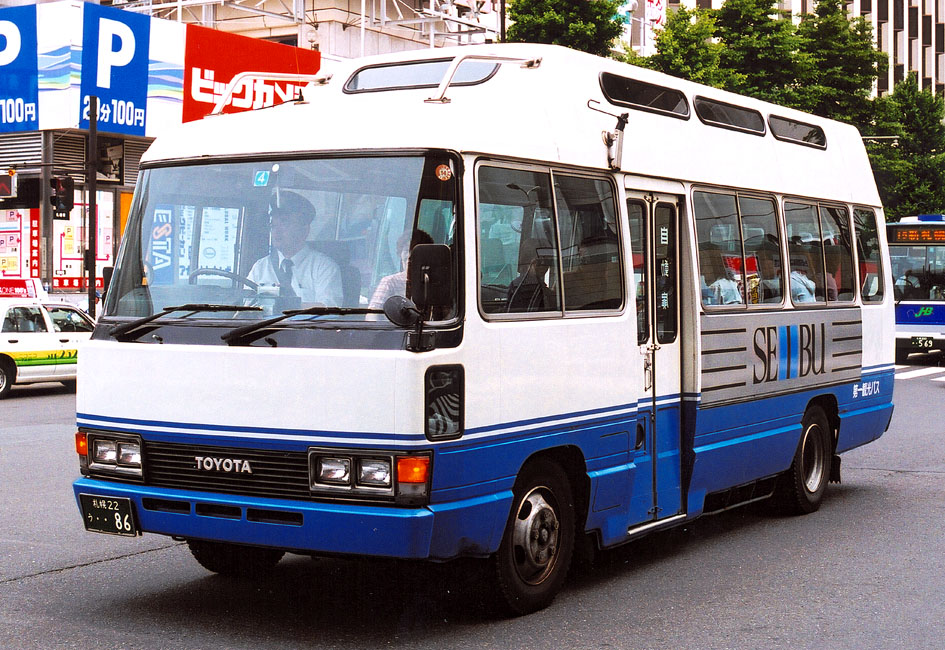
2代目コースター 札幌第一観光バス 立席客を考慮した三方シート・ハイルーフ仕様
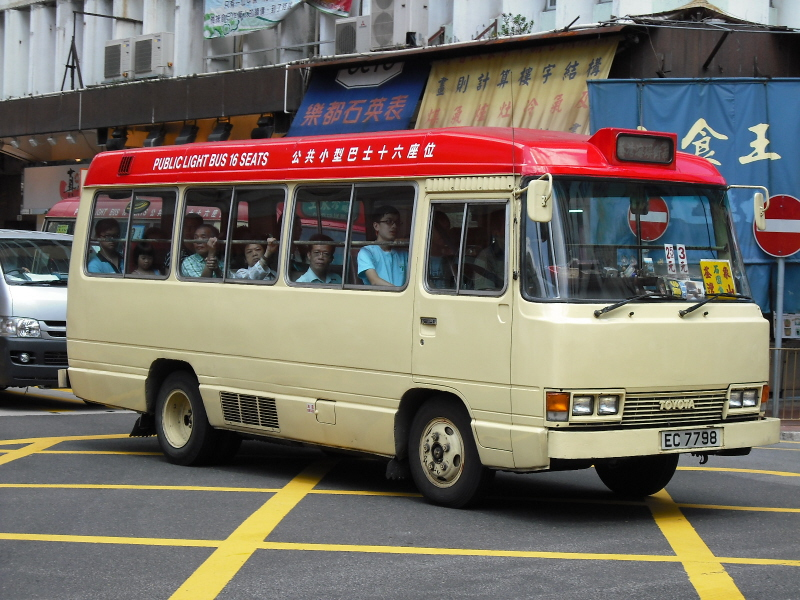
2代目コースター                                                                               標準ボデー （香港ミニバス）

### 3代目・B40、50系（1992年 - 2017年）

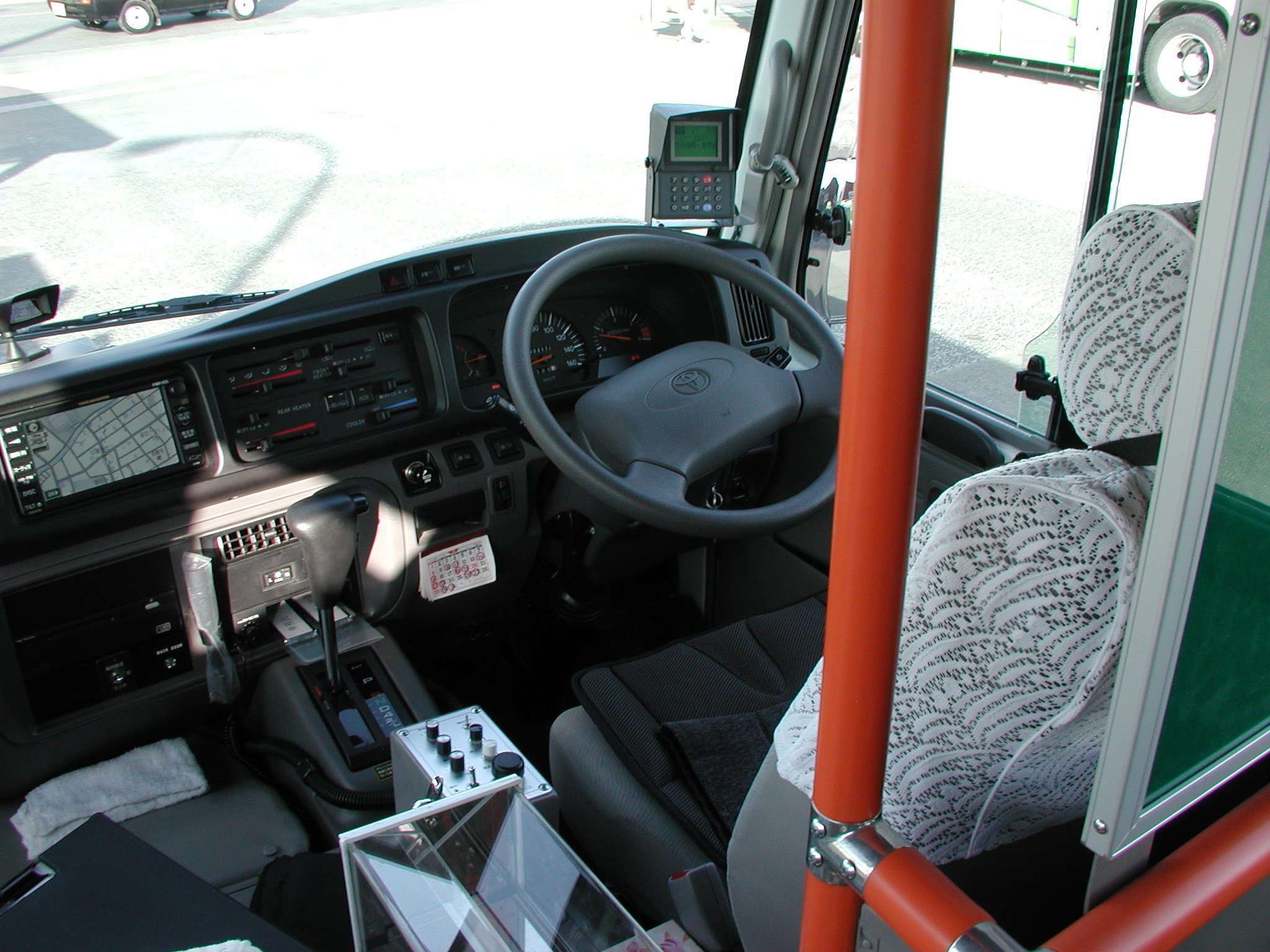
3代目コースター マイナーチェンジ後の音声合成装置、運転席後部仕切り設置仕様の運転席。系統設定機の位置は事業者によって異なる。

- 1992年（平成4年）12月、フルモデルチェンジ。大型の新CIを擁した、フラッシュサーフェイスボディーにモデルチェンジ。ホイールベースは、標準の3,200 mmとロングの3,935 mm の2種、全長はそれぞれ6,255 mmと6,990 mmとなる。バスには標準ルーフとハイルーフがあり、ビッグバンはハイルーフのみが設定されている。バスは標準で背面にトランクリッドを持ち、室内とつながっている。左右非対称の観音開きバックドアはビッグバンに標準で、バスではオプションとなる。また、給油口が右側から左側に変更された。
- 客用（左側）ドアは従来どおり折戸とグライドドア[注釈 1]の2種類で、定員と最大積載量はバスが20（スーパーラウンジ） / 26 / 29名で、幼児車は大人3名+幼児39名 / 大人3名+幼児49名、ビッグバンは9名＋貨物1,250 kgとなっている。バスのロングに冷蔵庫を装備した場合は定員が1名減となるほか、上級グレードは後席からの前方視界を確保するため、床が後に向けて階段状に高くなるファインビューフロアを採用した。
- ビッグバンは準中型免許（標準ボディは、準中型5トン限定免許でも運転可能）が必要となる。
- エンジンは直列6気筒の1HZ型、1HD-FT型、直列4気筒の3B型、15B-FT型の他、仕向け地により、3RZ-FE型（ナイジェリア）、14B（アフリカ大陸）も設定された。
- 幼児車、スタンダードは当初シールドビーム式丸形4灯ヘッドランプであったが、後にハロゲン式異型2灯に変更されている。ただし、輸出向けモデルには丸形4灯が多数設定されている。
- 最小回転半径はロングホイールベースが6.5 m[注釈 2]、標準ホイールベースが5.5 m[注釈 3]。
- 1995年（平成7年）4月、平成6年排出ガス規制適合と同時に直列4気筒、4.1 L の15B-FT型エンジンを搭載する、シリーズ初の4WDを追加。これは高機動シャーシ（メガクルーザーも同様）を流用したフルタイム4WDであるが、コースターではハブリダクションや副変速機は省かれている[注釈 4]。
- 1996年（平成8年）5月、日野自動車にレインボー ABの後継としてリエッセII（LiesseII）としてOEM供給を開始した。これと同時に、日野自動車からリアエンジンのリエッセ（RX）の相互OEMを受け、コースターRとして販売されていたが、2015年（平成27年）現在、トヨタ自動車から日野自動車への供給のみで、コースターRの販売は終了、リエッセ（RX）も生産終了している。
- 1997年（平成9年）5月、一部改良。ハイマウントストップランプが装備され、ヘッドライトが異型2灯に統一された。4WDは後輪がシングルタイヤからダブルタイヤに変更された。
- 1999年（平成11年）7月、一部改良が行われた。平成10年排出ガス規制適合。4気筒エンジンは3Bが廃止され、15B-FT型から15B-FTE型に変更されて4WDのみの設定となり、6気筒エンジンは1HD-FT型から1HD-FTE型に変更された。また、スタンダードが廃止され、ステアリングコラムとステアリングホイールは衝撃吸収式に変更された。
- 2000年（平成12年）10月、第34回東京モーターショーに「ハイブリッド遊覧バス」が出品された。後述のハイブリッド仕様がベースで、テーマパーク内での輸送を想定しているため、客席部は開放構造で窓ガラスが無い。また車椅子にも対応している。
- 2001年（平成13年）8月、マイナーチェンジが行われた。平成12年騒音規制適合、フロントグリルのデザイン変更、リアターンシグナルランプレンズのクリアー化、ブレーキランプの外側2灯化。
- 2002年（平成14年）3月、日本仕様にもLPGエンジンの1BZ-FPE型が設定される。ただし5MTのみ。
- 2004年（平成16年）7月、新短期規制に適合させるため、国内での1HD、1HZの各6気筒ディーゼルエンジンと、B系4気筒ディーゼルエンジンが廃止され、ディーゼルエンジンは全て日野自動車製N04C-T系となり、車両型式記号はXZBとなる[注釈 5]。超ショートボディーが廃止される。
- 2005年（平成17年）12月、一部グレードに6速AT車追加。
- 2007年（平成19年）7月24日、マイナーチェンジが行われた。ディーゼルエンジンを新長期排出ガス規制に適合、ATを全車6速に変更、MTは6速が廃止され、全車5速化された。同時に、ヘッドライト、コーナーマーカー、フロントグリル、シート表皮などが変更され、サイドに方向指示器が追加された。カーナビと後方監視モニターがダッシュボード内に一体化した。
- 2009年（平成21年）7月2日、一部改良（発売は8月3日より）。パワードアロックを助手席ドア、センタードア、バックドアにも装着して利便性を向上すると共に、メーターパネルを一新した。
- 2011年（平成23年）8月22日、一部改良。高圧コモンレール式燃料噴射システムや高性能触媒DPRを改良した新型ディーゼルエンジンN04C-UP型（バス「GX（ロングボディ・ハイルーフ車）」とバス「EX」の6速AT車はN04C-VF型）を搭載し、排出ガスのクリーン化を図ったことで、平成22年（ポスト新長期）排出ガス規制をクリアした。
- 2014年（平成26年）10月28日、「幼児専用車 後付け保護パッドセット」を発売[4]。2013年3月に定められた「幼児専用車の車両安全性向上のためのガイドライン」に基づいて設定されたもので、背もたれの後部上面にクッションを追加して背もたれを高くするシートバッククッションと幼児席最前列シート前（運転席後方・助手席側最前列）や乗降口付近のシート前のパイプ付近にクッションを装着した後付けプロテクターで構成され、急ブレーキや衝撃などが生じた際に幼児の前方座席への接触による衝撃の緩和や前方への飛び出し防止に寄与する。オプションパーツであるが、3代目のバス「幼児専用車」であれば販売店で後付け装着が可能である。ボディ仕様に合わせてシートバッククッションの入数が異なる「標準ボディ用」と「ロングボディ用」の2種類が用意される。
- 2014年（平成26年）12月24日、一部改良（発売は2015年1月13日より）[5]。ディーゼル車において新型ディーゼルエンジンであるN04C-VJ型（バス「GX（ロングボディ・ハイルーフ車）」とバス「EX」の6速AT車はN04C-VK型）に置換し、燃費を向上したことで、5速MT車は全車「平成27年度燃費基準+5%」を、6速AT車はバス「GX（ロングボディ・ハイルーフ車）」とバス「EX」を除く全車で「平成27年度燃費基準」をそれぞれ達成した。また、バス「幼児専用車」を除く全グレードで運転席・助手席・リアシートをハイバックシート化してリクライニング機構を追加、ファインビューフロアを廃止、ELR付シートベルトを全シート（運転席・助手席・リアシートは3点式、補助シートは2点式）に標準装備し、バス「LX」・バス「GX」は後部にラゲージスペースを確保し、バックドアを観音扉とした25人乗り仕様を新設定した。バス「幼児専用車」は「幼児専用車の車両安全性向上のためのガイドライン」に基づいて幼児席のシートバックの大型化とパイプ部分（幼児席最前列シート前など）にクッション材のプロテクターを装備した。デラックスは廃止され、全車冷房車となった。
- 3枚折り戸仕様、ロングボディのリアオーバーハングをさらに引き伸ばした「スーパーロング」、逆に標準ボディのリアオーバーハングを縮めた「超ショート」等の特注・受注生産となる仕様もある。ボディーの伸縮は、客席窓の大きさ（ピラーの間隔）に合わせ、それぞれ735 mmづつとなっている。標準ボディと超ショートの最小回転半径は上記の通り5.5 mで、トレッドが狭いため6.1 - 6.3 mを要するハイエーススーパーロングよりも小さく、さらに超ショートでは旋回時のリアのせり出しも少なくなり、高さを含む駐車スペースと道路幅さえ許せば使い勝手に優れる選択となる。この特徴により、超ショートはキャンピングカーのベースとして愛好家の一部から支持されている。また、中米エルサルバドル向けに後方部にドアを追加した2ドア仕様も生産されている。

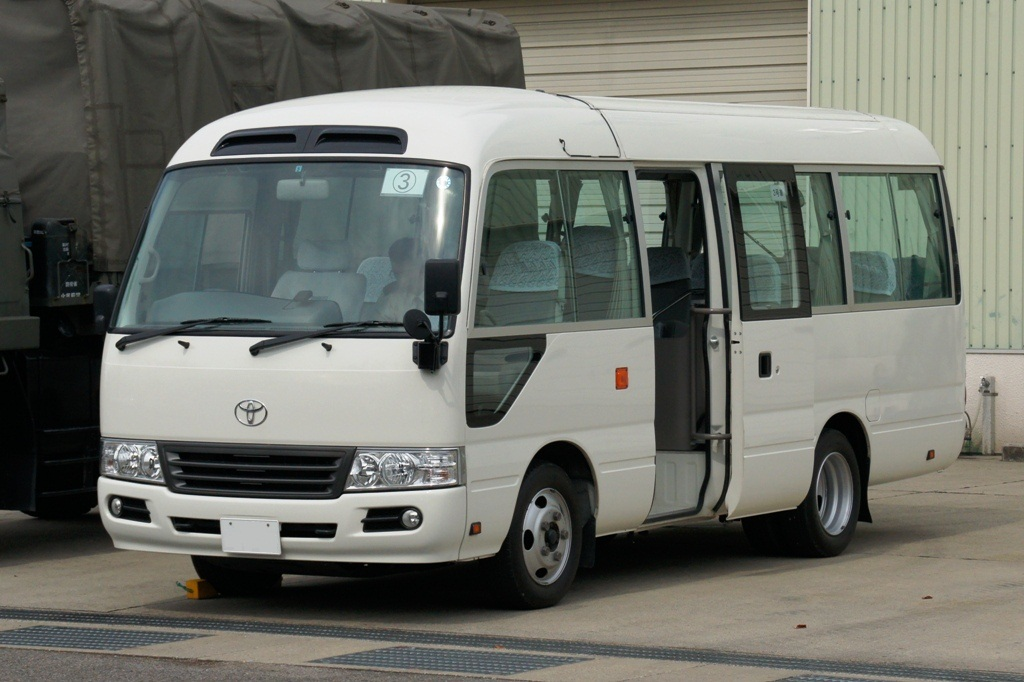
後期型 標準ボディハイルーフLX 陸上自衛隊人員輸送車2号
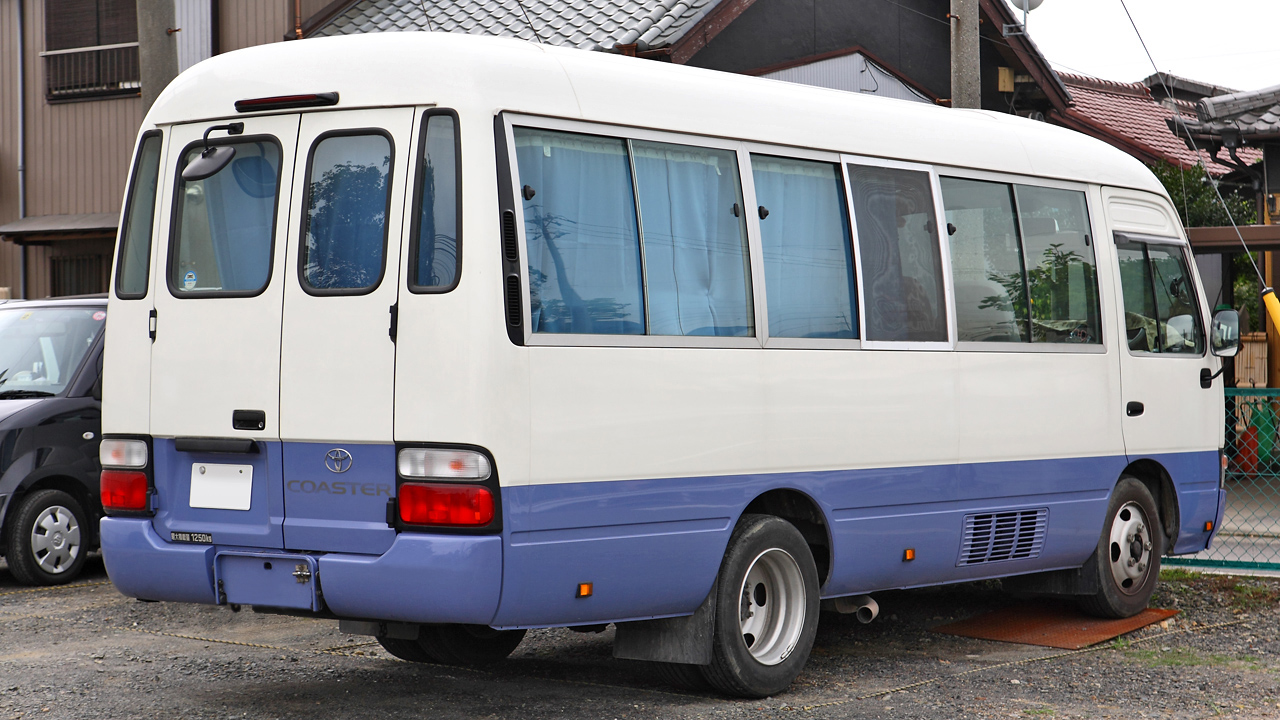
中期型 ビッグバン標準ボディ（リア）
XZB46V[注釈 6]
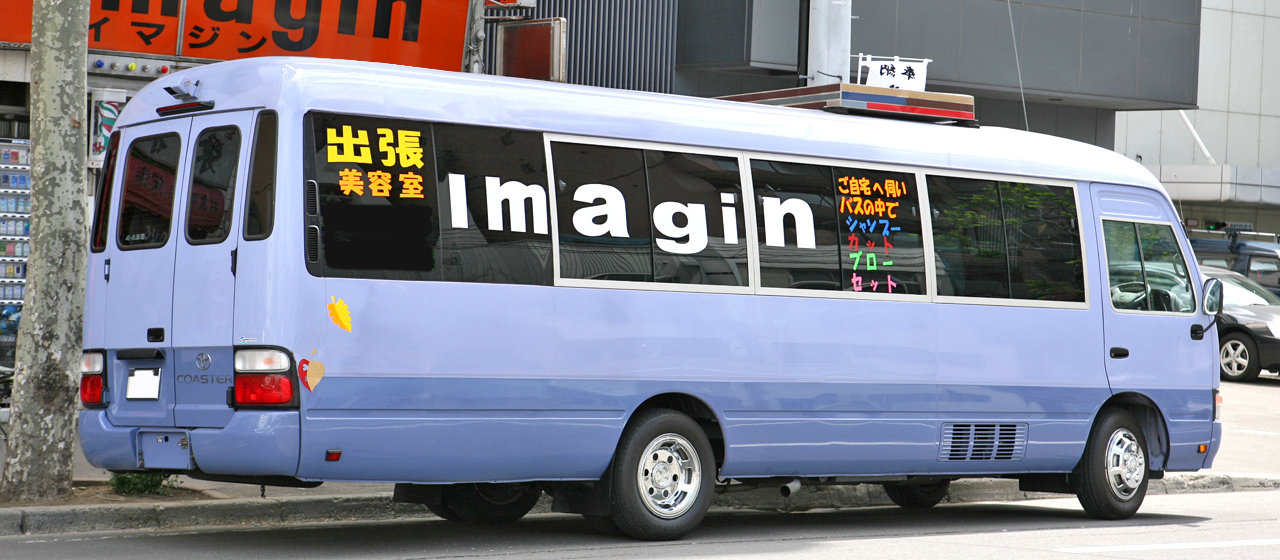
ロングのリアオーバーハングを延長したスーパーロング
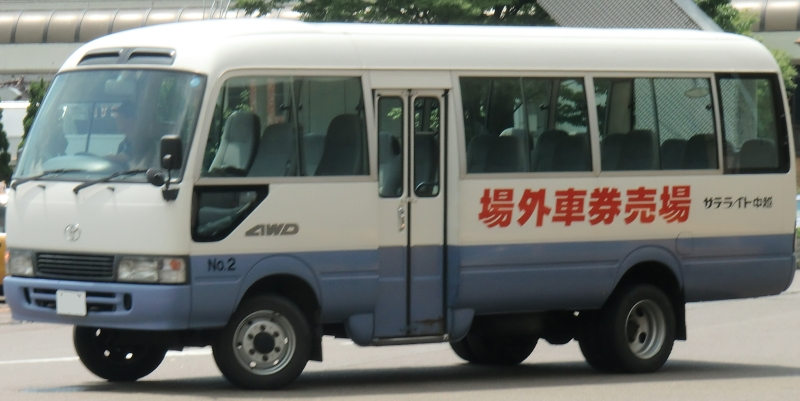
高機動シャーシでは無い4WD
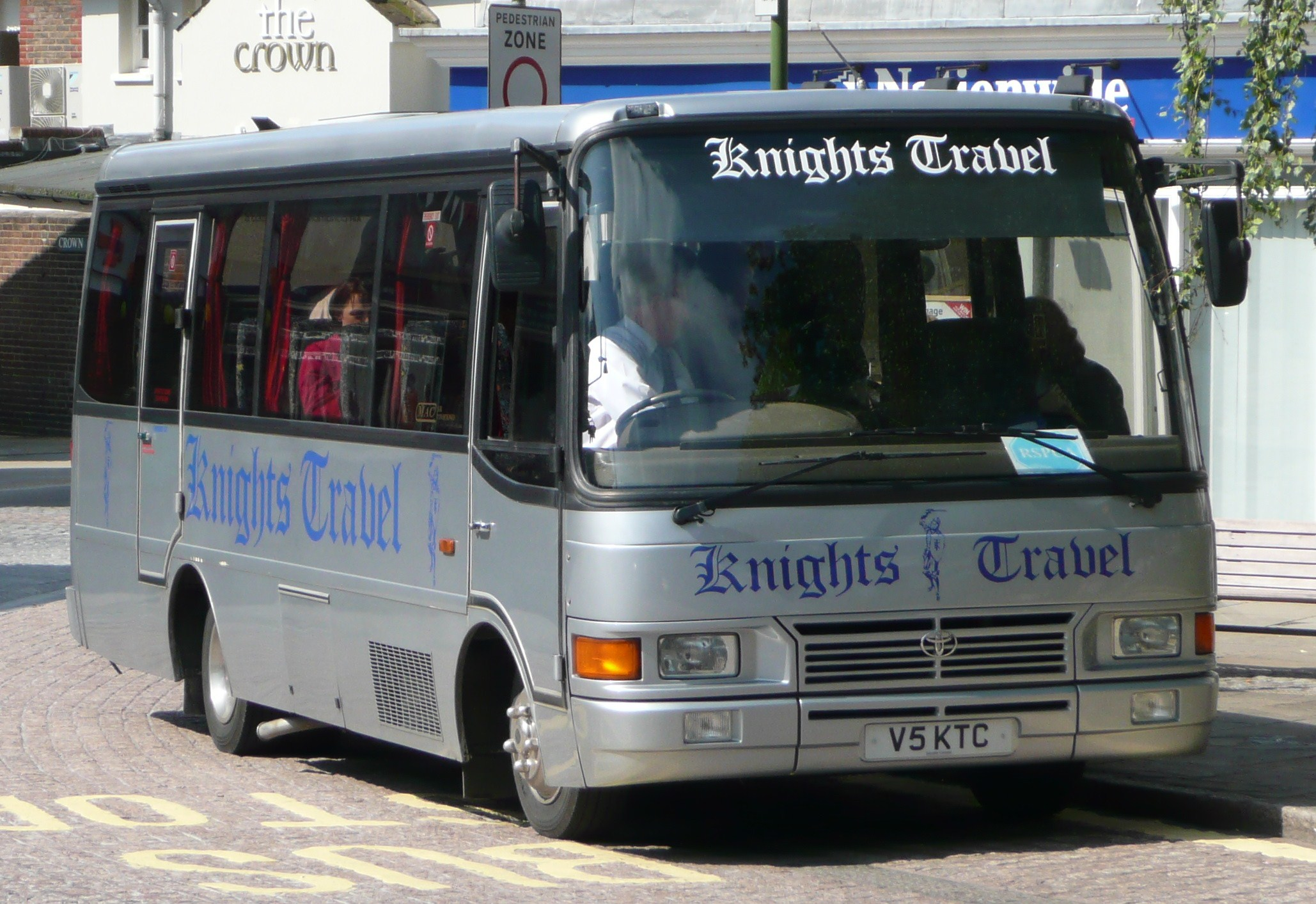
サルバドール・カエターノによる車体架装例
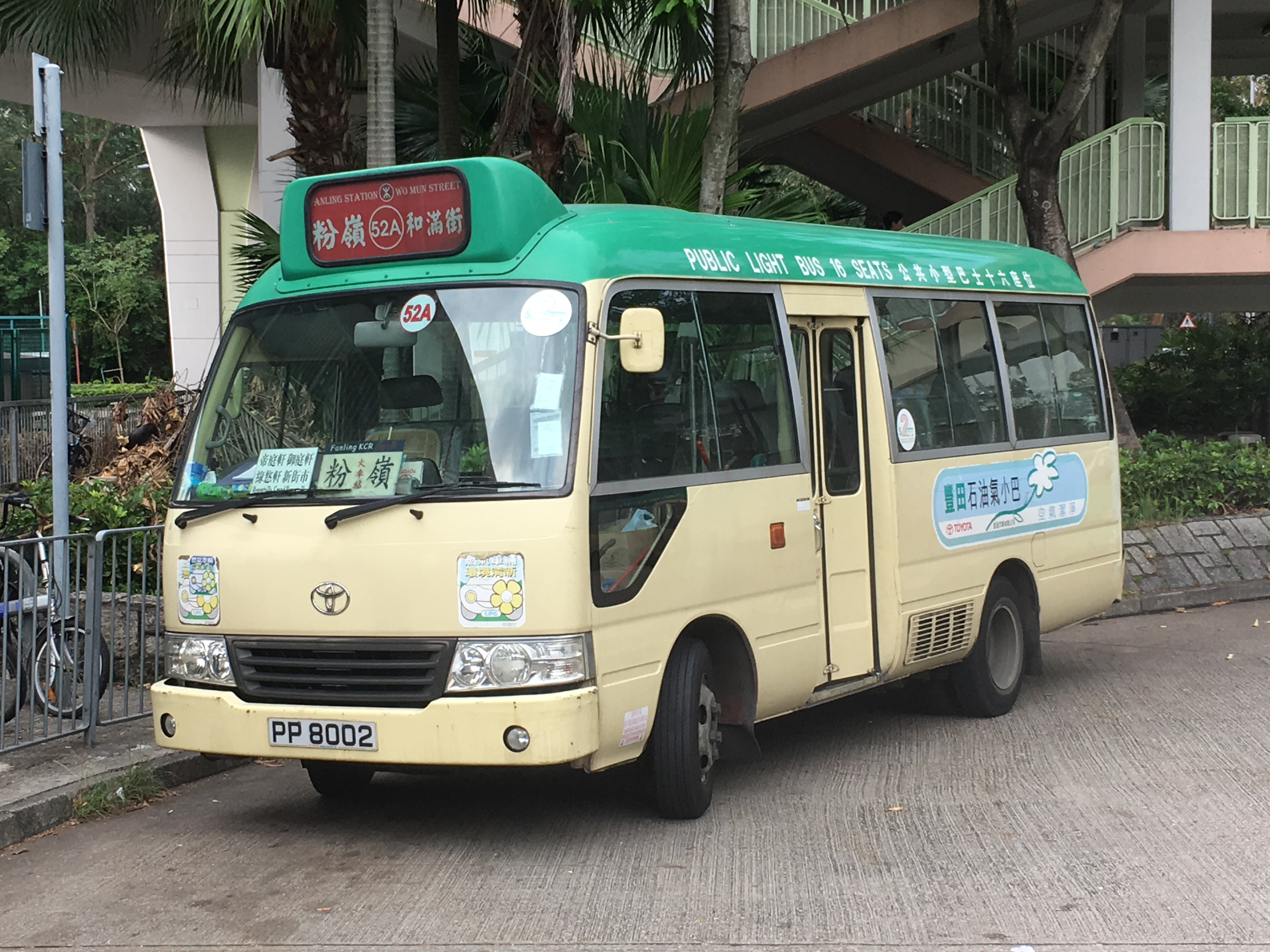
LPGエンジン （香港ミニバス）
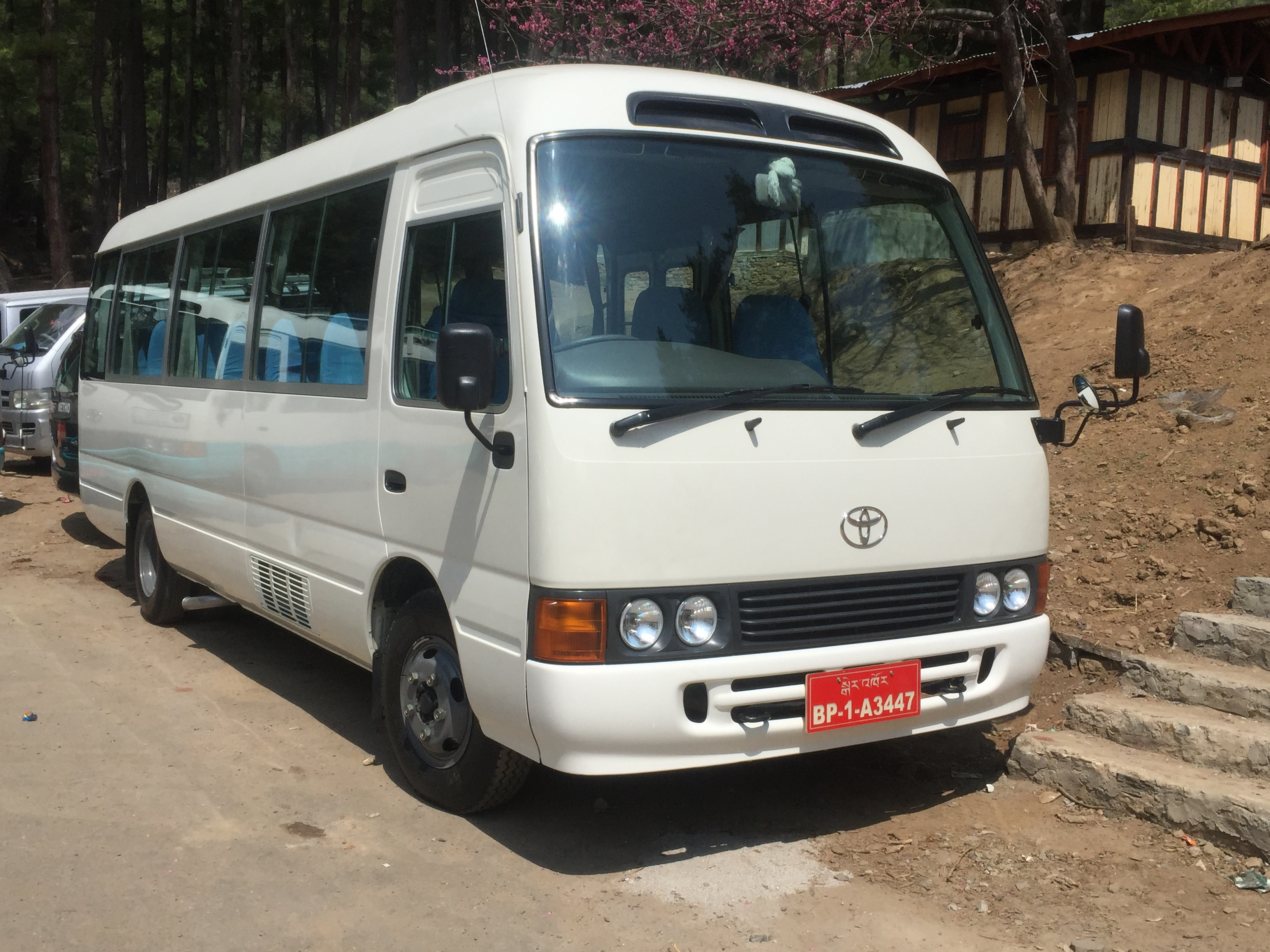
丸型4灯ヘッドライト仕様

#### ハイブリッドEV
1,500 ccの5E-FE型エンジンを発電用に使ったシリーズハイブリッド車もHZB50系の改造車扱いでラインナップされていた。運転席・助手席の後部に機器を増設しているため、吸気口が外観のアクセントとなる。
1997年3月に発売開始、車両本体価格が約1,500万円と非常に高価なため導入例が少なく、北海道では極寒期の出力減衰という事情もあり、2007年のマイナーチェンジで生産・市販を中止した。導入例としては札幌市の紅葉の名所である豊平峡ダムへの観光客送迎用バス（札幌リゾート開発公社）や東京電力横浜火力発電所見学者用が挙げられる。

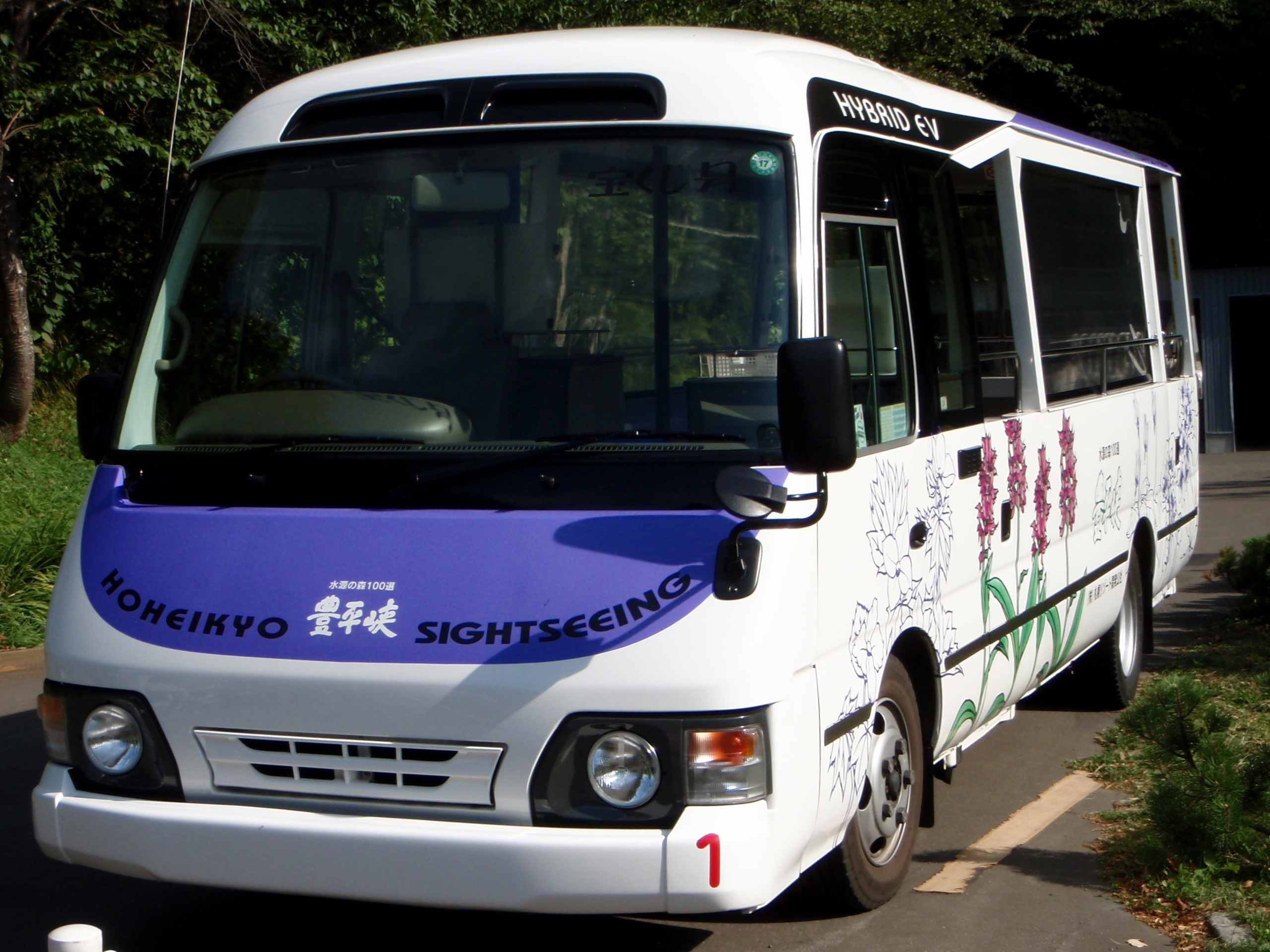
ハイブリッド遊覧バス（札幌リゾート開発公社：豊平峡ダム）
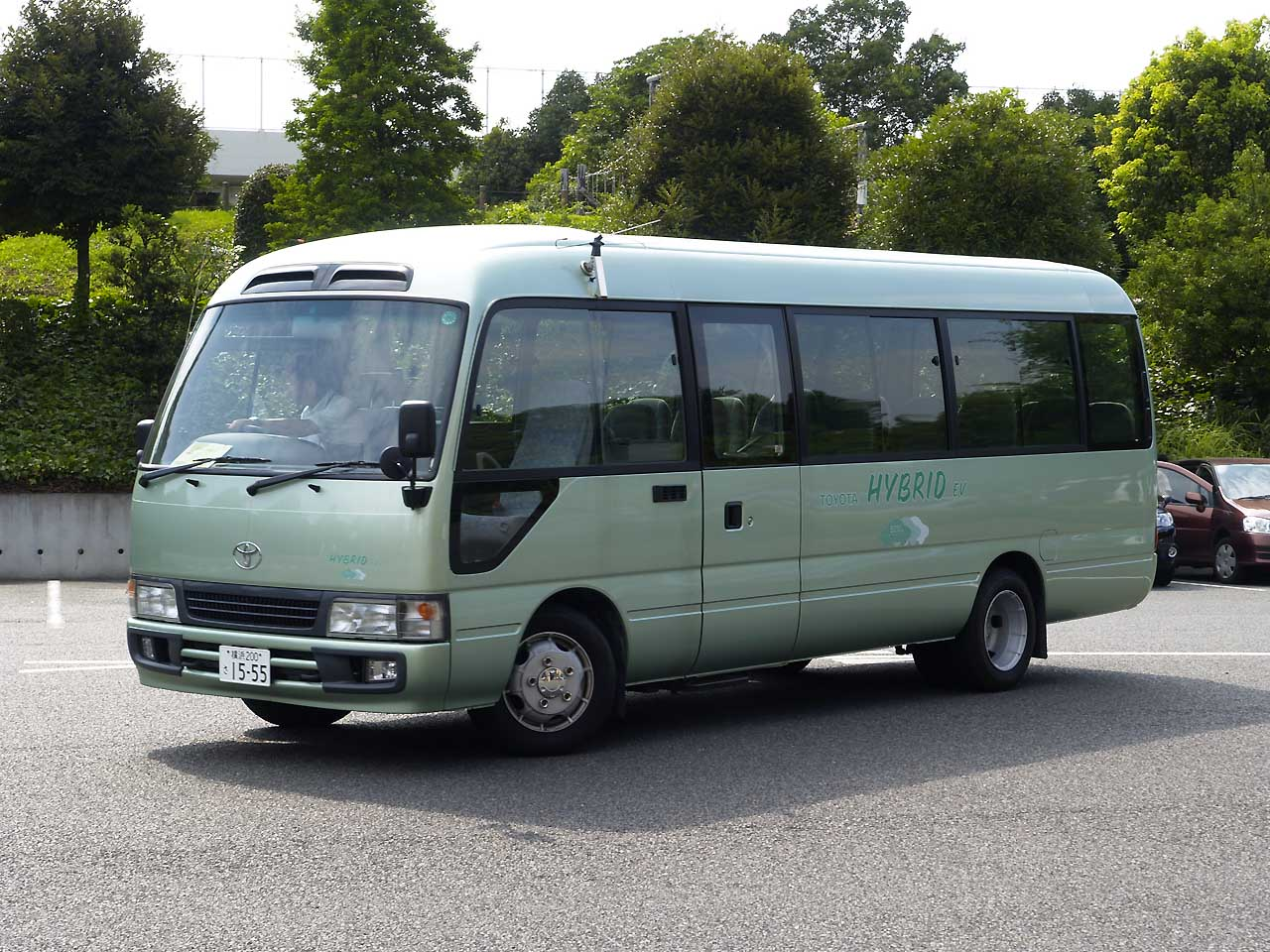
東京電力横浜火力発電所

### 4代目・B60/B70/B80系（2017年 - ）
- 2016年（平成28年）12月22日 - 24年ぶりにフルモデルチェンジ[7]。（2017年1月23日発売）

4代目は同年4月に発足した商用車の開発から生産までを一手に担う社内カンパニー「CV Company」が手掛けた。また、生産拠点もトヨタ車体傘下の岐阜車体工業本社工場へ移管。
ボディ構造はルーフ・側面・フロアの骨格を繋いで一体化した環状骨格を採用するとともに、高張力剛板の採用なども行い、バスにおけるボディ強度の世界的な安全評価基準であるECE基準（欧州統一車両法規）R-66（バスの上部構造の強化に関する統一法規、ロールオーバー性能）に適合した高剛性ボディを導入したほか、VSCや運転席・助手席エアバッグを標準装備し、シートベルトには瞬時にシートベルトを巻き取って早期に乗員を拘束するプリテンショナー機構と胸部に加わる力を低減するフォースリミッター機構を備えた。運転席エリアはフロントガラスの開口部を広げて視界を拡大し、機能スイッチや運転席まわりの物入れの配置を最適化。客室エリアは室内高を60mm高くし、窓側は約40mm外側へ拡大。サイドウインドゥの上下高を50mm広げた。ドアステップの奥行も65mm拡大したほか、ルームラックは室内天井面とラックの高さを60mm拡大するとともに、140mm外側へ配置移動した。前述のとおり環状骨格化によりボディ剛性を向上するとともに、エンジンカバーの構造変更、ボディシール構造の強化、防音材の配置最適化などにより静粛性を改善し、足まわりにはスタビライザーをフロント・リア共に装備し、ショックアブソーバーの減衰力を最適化した。
外観はルーフサイドに面取りを効かせ、ボディシルエットを2代目B20系を彷彿とさせるスクエア形状とした。サイドには上下分割したキャラクターラインを配し、アンダーボディはタイヤまわりを強調したデザインとなる。ボディカラーは「ホワイト（「幼児専用車」以外のグレードはオプションカラー）」や「EX」専用の「ベージュメタリック」を含む6色を設定した（グレードにより設定できるボディカラーが異なる）。
電装系は、これまで仕向地や仕様によって12 Vと24 Vの2種類があったが、新型では全世界統一仕様で12 Vになった。これにより、乗用車のVSC装置などの電装品の使用が可能となる上、それまで使用されていた多数のDC-DCコンバーターの廃止や電力の2系統化が廃止できることで大幅なコストダウンが可能になった。反面、24 Vで設計されていたエアサスペンションが使えなくなり、最上級グレードを含む全車が金属ばね（前：トーションバー、後：重ね板ばね）となった。
グレード体系はバス3グレード（「LX」・「GX」・「EX」）、「ビッグバン」、「幼児専用車」の計5グレードが用意され、「EX」はロングボディのみ、その他のグレードは標準ボディとロングボディの2種類が用意される。センタードアはグレードによって異なり、通常は「LX」・「GX（ロングボディ車）」・「ビッグバン」は手動グライドドア、「GX（標準ボディ車）」・「EX」はオートグライドドア、「幼児専用車」は手動折戸ドアとなるが、オプションでドアタイプの変更が可能で、「LX」はオートグライドドア・手動折戸ドア・オート折戸ドアのいずれかを、「GX（ロングボディ車）」はオートグライドドア、「ビッグバン」はオートグライドドアまたは手動折戸ドア、「幼児専用車」はオート折戸ドアを設定できる。
コースターがフルモデルチェンジを発表してから4日後の同年12月26日に、日野自動車がOEMモデルのリエッセIIを4代目コースターベースの2代目にフルモデルチェンジすることが発表された（リエッセIIは1996年6月に3代目コースターをベースに販売しているため、リエッセIIでは初のフルモデルチェンジとなった）。なお、発売はOEM元のコースターよりも一足早く2017年1月6日より販売を開始した。
ビッグバンは標準ボディ・ワイドボディ共に、準中型免許が必要となり、3代目まで5トン限定準中型免許で運転可能であったビッグバン標準ボディは、4代目では車両総重量が5tを超過したため5トン限定準中型免許での運転が不可となった。
- 2018年（平成30年）6月21日 - 一部改良が発表された（7月2日発売）[10]。

プリクラッシュセーフティ（歩行者[昼]検知機能付）、レーンディパーチャーアラート、オートマチックハイビームで構成された衝突回避支援パッケージ「Toyota Safety Sense」やコンライト（ライト自動点灯・消灯システム）を「幼児専用車」を除く全てのグレードに標準装備された。なお、コースターの「Toyota Safety Sense」の検知デバイスは他の搭載車種とは配置が異なっており、ミリ波レーダーはフロントのCIエンブレムの真下に、単眼カメラはフロントウィンドウの中央下にそれぞれ配置されている。また、オートグライドドア車にオプション設定されている電動格納式補助ステップが大型化され、ウィンドシールド両サイドにレインガーターモールが追加された。
- 2019年（令和元年）7月18日 - 一部改良が発表された（8月1日発売）[11]。

尿素SCRシステムが採用され、ディーゼルエンジンをN04C-WA型/N04C-WB型に換装したことで全車「平成28年（ポスト・ポスト新長期）排出ガス規制」に適合するとともに、MT車とビッグバンは「平成27年度燃費基準+5%」を達成した。
センターのオートグライドドアに挟み込み防止機構とイージークローザーが採用され、荷物の有無が一目で確認可能なようにルームラック（「EX」に標準装備、「GX」・「LX」にメーカーオプション）のトレイ中央部に半透明のアクリル板が配置された。
「LX」と「GX」には、ロングボディに比べて全長で735mm長く、全高で5mm高くするとともに、乗車定員を13人に減らすことで広大な後部スペースを確保した超ロングボディが新たに設定された。
- 2020年（令和2年）
  - 5月1日 - 東京都を除く全ての地域での全車種併売化に伴い、トヨタ店で唯一取扱がなかった大阪トヨタ、大阪トヨペットを除くトヨペット店、整備に対応していない一部店舗（東かがわトヨタ自動車販売を含む）を除くカローラ店・ネッツ店での販売を開始。
  - 5月19日 - 新グレード「PREMIUM CABIN（プレミアムキャビン）」の追加が発表された（6月1日発売）[12]。

最上級のグレードに位置づけられており、シートを既存グレードよりも少ない5列シート・乗車定員を21人[注釈 7]とし、シートの前後間隔を約1m確保。24人乗り仕様[注釈 8]同様に車両後方にはラゲージスペースと観音扉式バックドアが設置され、後方からの荷物の出し入れが可能となる。
内装は専用仕様となり、TBカワシマ製のスエード調「ブランノーブ」と合成皮革を組み合わせたブラックのシート表皮をシート表皮の背もたれと座面に採用され、サイドトリムはシート同色のファブリック素材が取り入れられ、フロアの通路と足元にカーペットが敷き詰められた。外観はセンタードア横[注釈 9]に「PREMIUM CABIN」専用ステッカーが装着されたほか、右窓側の3箇所（2～4列目）に充電用USB端子が装備された。
本グレードはロングボディ・6ATのみの設定となる。
  - 12月18日 - 一部改良が発表された（2021年1月6日発売）[13]。

衝突回避支援パッケージ「Toyota Safety Sense」やコンライトが「幼児専用車」にも装備され、全車標準装備となった。

- 2022年（令和4年）
  - 2月 - モデル切り替えに伴い生産停止[14]。
  - 10月21日 - トヨタが開発した1GDエンジンへ換装の上、一部のモデルを2023年（令和5年）3月に発売する予定であることと、当初搭載する予定だった日野自動車開発によるN04Cエンジンについては、必要な燃費改良の目途が立たない状況から改良型では搭載されないことが発表された[15]。

- 2023年（令和5年）
  - 3月15日 - 一部改良を行い、約1年1ヶ月ぶりに販売を再開[16]。

ドライバーに異常が発生した際、ドライバー自身または同乗者が非常ブレーキスイッチ（運転席及び天井に設置）を押すことで車両が減速して停止するドライバー異常時対応システム（Emergency Driving Stop System）を標準装備。エンジンは前述のとおりトヨタ製の1GD-FTV型へ換装（トヨタ製ディーゼルエンジンの搭載は2004年7月の一部改良に伴う廃止以来約19年ぶり）[注釈 10]。最高出力・最大トルクは日野製のN04C-WA型と同スペックながら総排気量が2,754ccへダウンサイジングされた。トランスミッションはATのみの設定となった。これにより、「GX」の超ロングボディと「EX」・「PREMIUM CABIN」は休売となり、「LX」と「GX」は29人乗りの設定が無くなる替わりに、ロングボディにリアシートの列数を7列に増やしたパッケージ（「LX 27人乗りパッケージ」・「GX 26人乗りパッケージ」）が設定された。なお、今回の一部改良により車両型式がGDB##系へ変更となった。
  - 3月29日 - 2019年7月改良モデル（2022年1月生産分まで）を対象にした燃費補償実施を決定し、今夏にユーザーへ案内されることが発表された[17]。
  - 5月30日 - 2019年7月改良モデル（2022年1月生産分まで）において、実際の燃費性能が諸元値に達していないために自動車検査証（車検証）の排ガス記号の変更が必要となった為、車検証の差し替えをサービスキャンペーンにて実施することを発表。なお、車型によっては次回の車検から自動車重量税が変更となることから、差額分の補償を実施することも発表された[18]。
  - 10月3日 - 2019年7月改良モデル（2022年1月生産分まで）において、前述した燃費並びに自動車重量税の補償を開始したことを発表。車検証の差し替えに伴って自動車重量税が変更となる車型を対象にその差額分をトヨタ自動車が補償するとともに、既に納付済の自動車重量税についても本来支払われるべき税金の不足分をユーザーに代わって製造元の日野自動車が国へ追納を行う予定となる[19]。

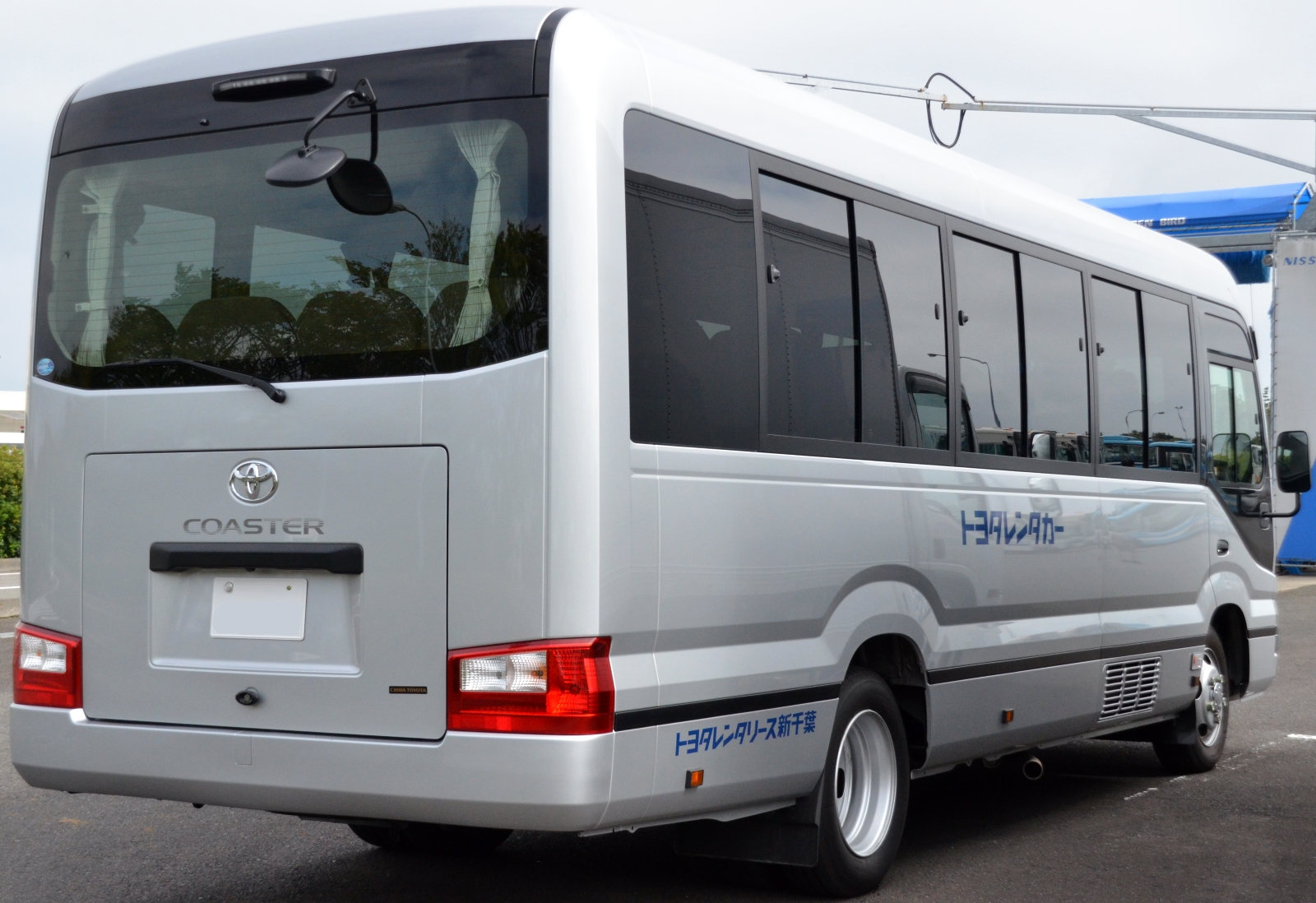
GX ロングボディ リア （2016年12月販売型）
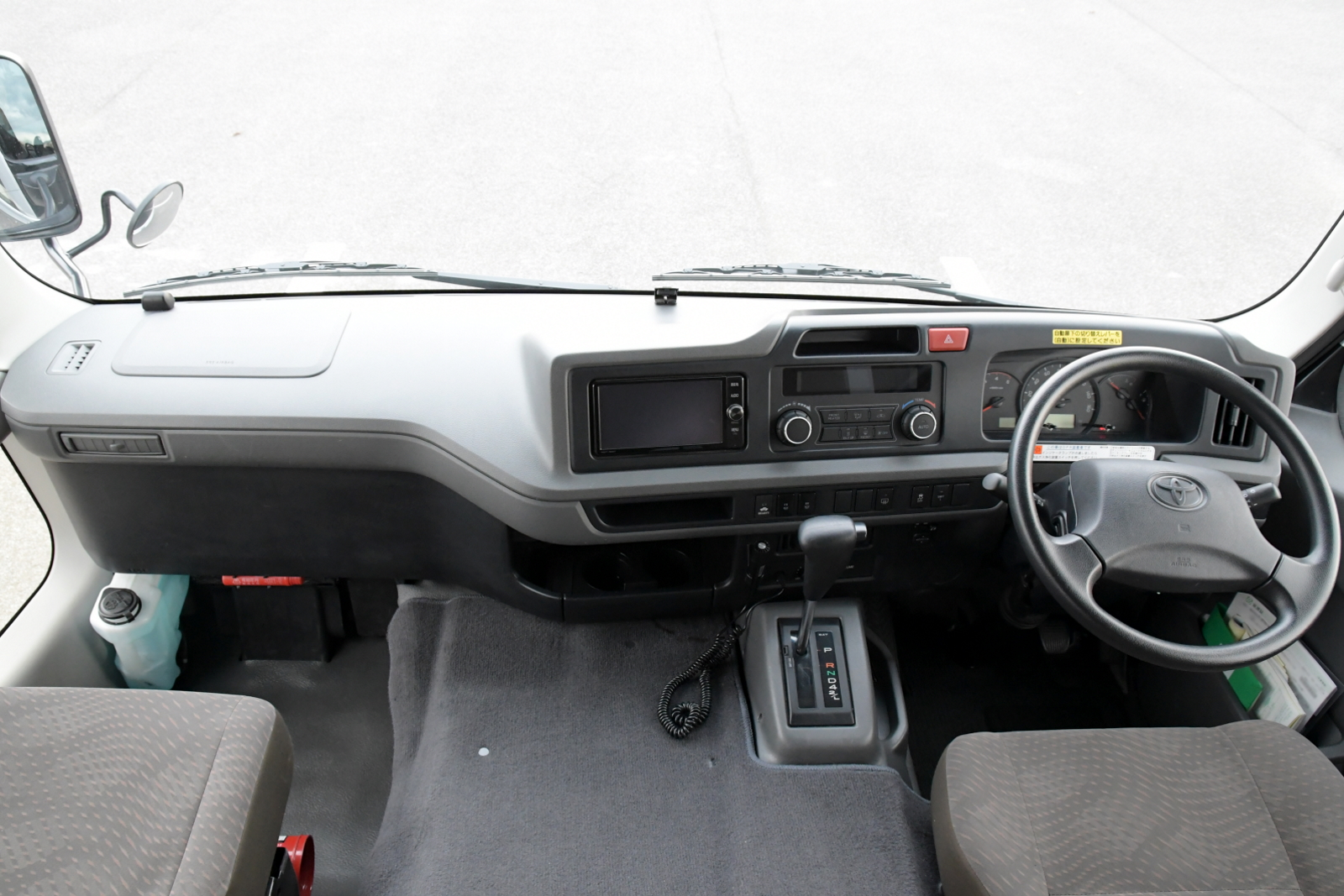
GX ロングボディ 車内（2016年12月販売型）
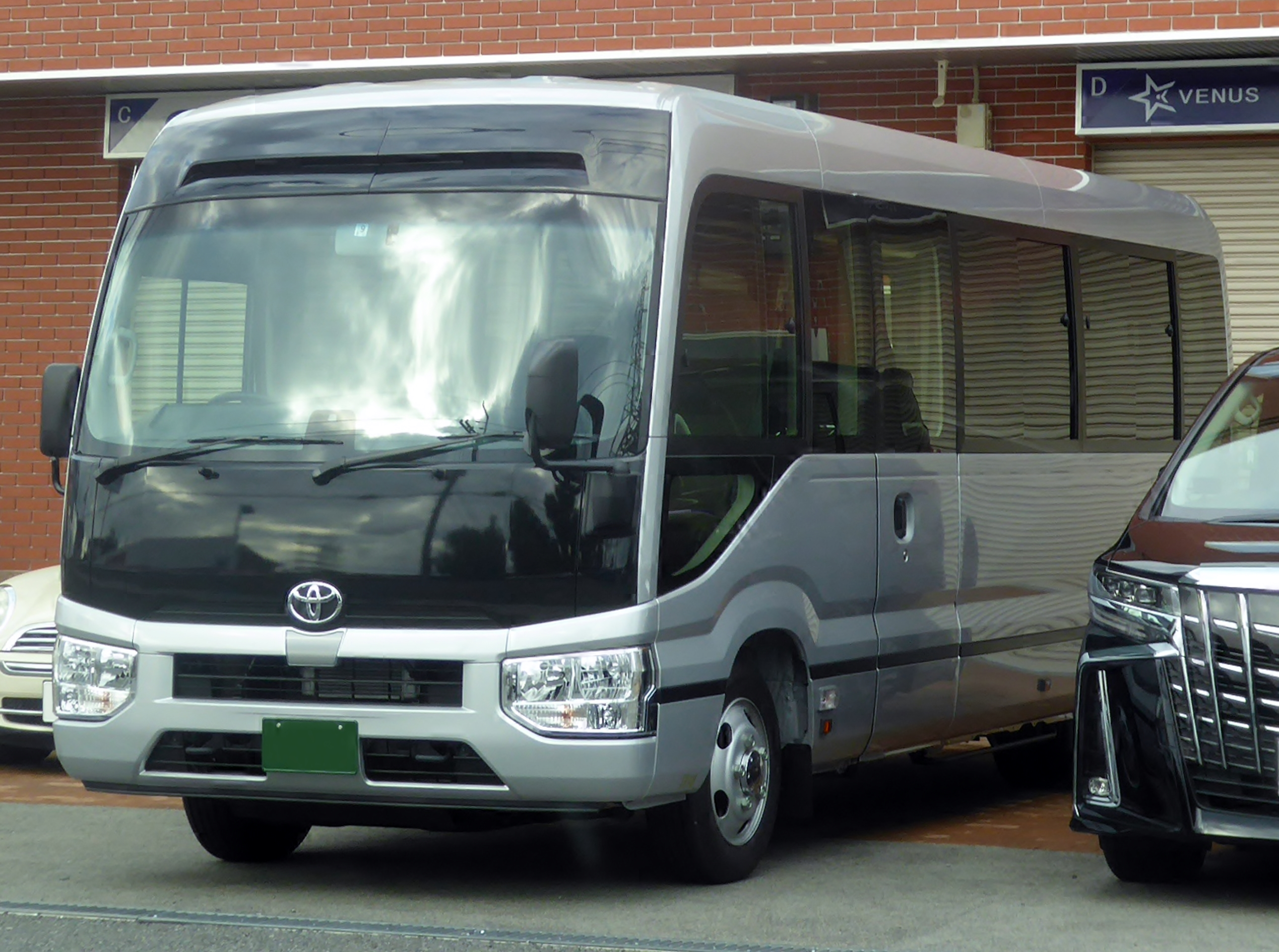
トヨタセーフティセンス装着車（2018年6月以降販売型）
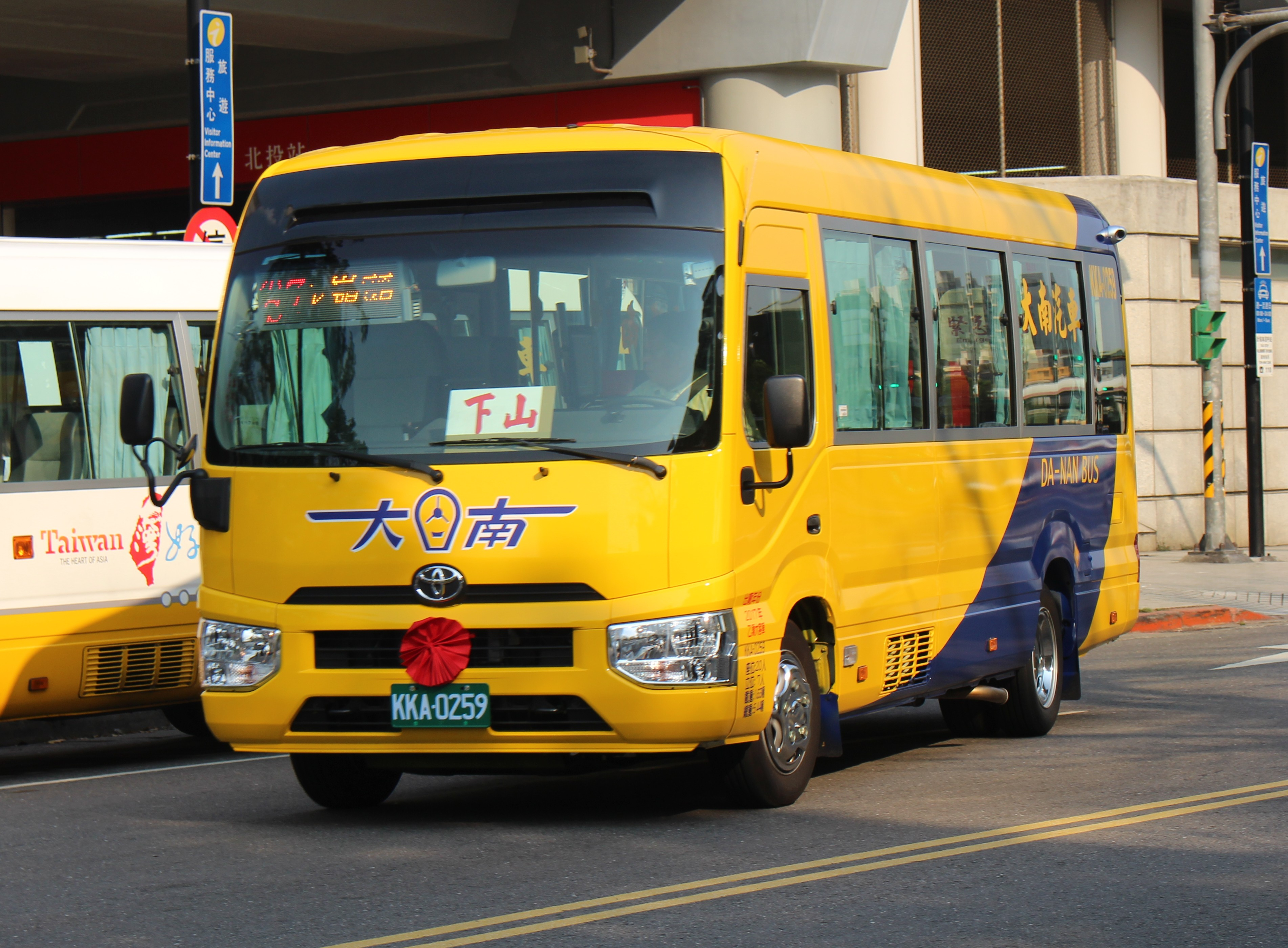
台湾仕様
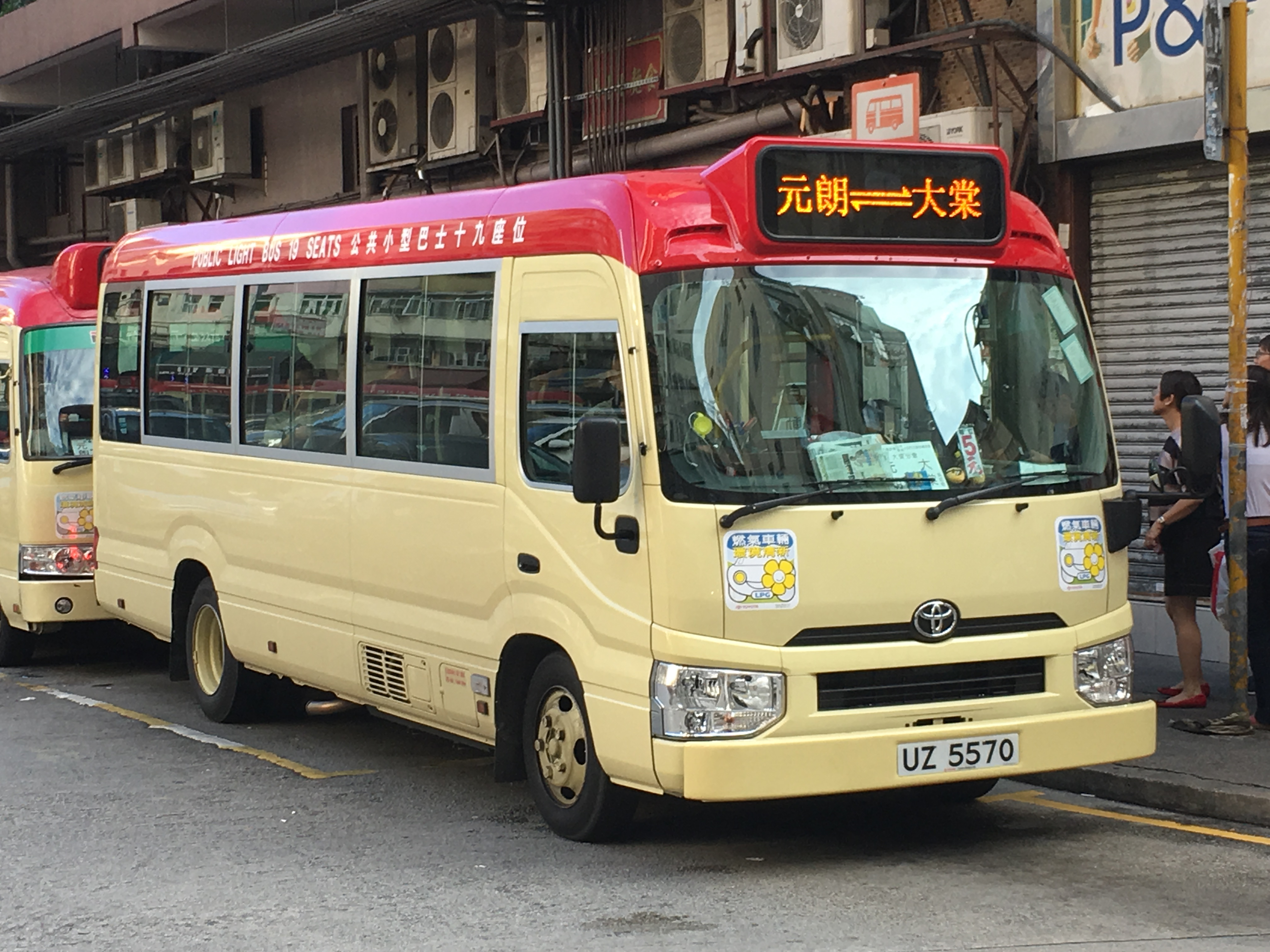
香港ミニバス（LPGエンジン） BZB70
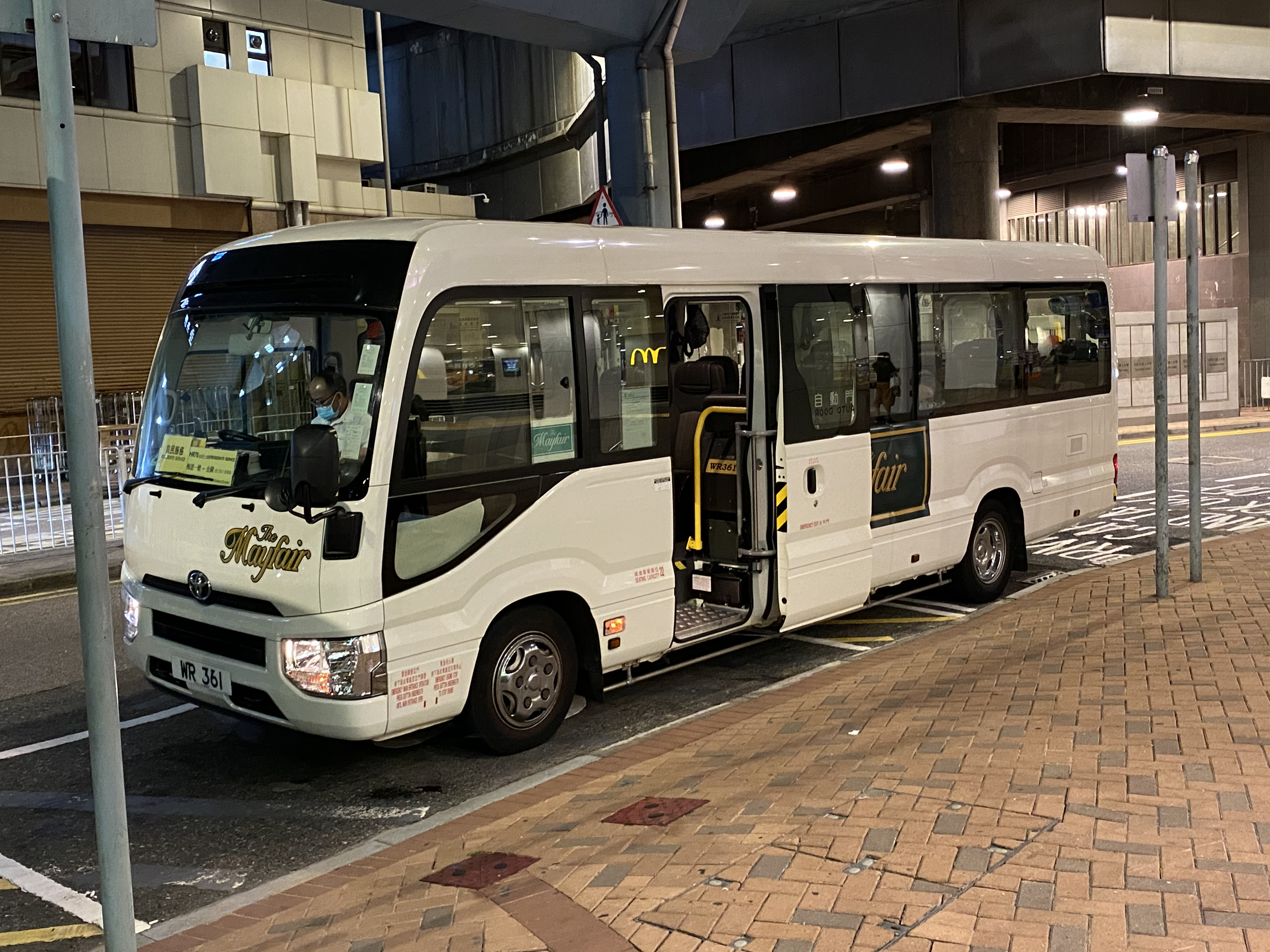
超ロングボディ（香港仕様）

## 生産工場
- 岐阜車体工業本社工場
- 四川一汽豊田汽車（中国四川省）
- 国瑞汽車観音工場（台湾）

## 2020年4月までの販売店
販売網が再編される前の販売店は下記。
- トヨタ店 - 東京都は2019年4月1日よりトヨタモビリティ東京（東京都内のトヨタ直営販社を統合）。大阪府は2006年8月8日より大阪トヨペット（旧・大阪トヨタから社名変更）。沖縄県は1979年10月1日より沖縄トヨタ（1979年9月まではトヨタカローラ沖縄）。
  - トヨタディーゼル店 - 一部地域では、トヨタディーゼル店（最後まで残ったのは、名古屋トヨタディーゼル[注釈 11]）で販売されていた。

なお、前述の通り2020年5月以降も、設備の関係上カローラ店・ネッツ店の一部店舗と東かがわトヨタ自動車販売では取り扱わない。

## 特記事項

### 都営ミニバス（BU10・BB10系）
東京都交通局の実験的な試みで始まった、ビジネスや買い物客を想定した、低運賃の都心ミニバスにコースターハイルーフが採用された。1974年（昭和49年）2月、クリーム色に水色の帯の美濃部カラーでデビューした。品川営業所の受け持ちで、系統番号は「東01」、運行経路は東京駅北口 - 東京駅南口 - 有楽町駅 - 日比谷 - 警視庁 -（→運輸省）- 霞ヶ関 - 虎ノ門 - 新橋駅であった。
1980年（昭和55年）9月にK-BB11型に代替され、全廃時の都電を彷彿とさせる、黄色地にえんじの帯へ変更された。大型の方向幕とも相まって、都営バスのなかでは異彩を放つものであった。現在の100円バスと同様のコンセプトは先進的であったが、利用客数は低迷し、1983年（昭和58年）8月に廃止された。
その後車両は岩手県の東磐交通に売却され、都営時代のカラーのまま路線バスとして使われ廃車となったが、解体されずに倉庫となり現在に至る。後にこの塗色は、一般の都営バスにも波及したが、都の調査の結果、利用者には不評であったため、短期間で緑とベージュの組み合わせへと変わっている。

### 国際科学技術博覧会（2代目）
1985年（昭和60年）3月に国際科学技術博覧会（科学万博つくば'85）会場内の巡回バス（愛称・ポレポレバス）として採用される。この車体については、乗務員が停留所で運賃収受や車椅子の乗降補助を容易にするため、左ハンドルに設定され、側面の乗降口は運転席のすぐ後ろと、最後部の2箇所に設けられた。また、バリアフリー対策として、オプションの車椅子乗降用リフトも8台中4台に取り付けられた。

### FCコースター
九州旅客鉄道（JR九州）が2023年8月から営業運行を開始した「日田彦山線BRT」において、福岡県とコマーシャルジャパンパートナーシップテクノロジーズ（CJPT）が共同で実施する実証実験用燃料電池バスとして、MIRAIの第2世代FCシステムを組み込んだFCバス・FCコースターを製作。2023年11月下旬から2025年春頃まで実証実験を予定している。

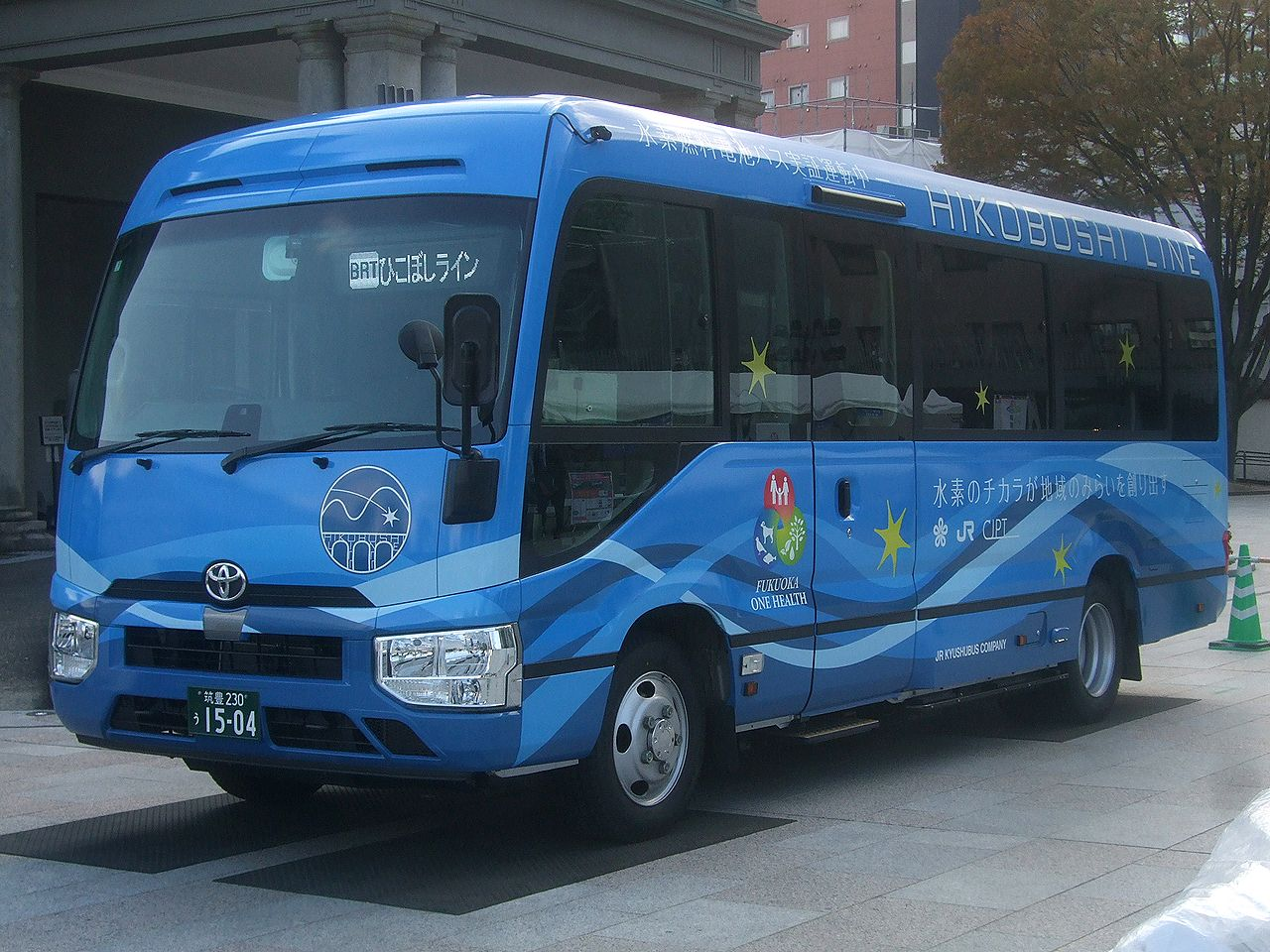
「BRTひこぼしライン」実証運転用FCコースター

## 車名の由来
- 「沿岸貿易船」、「巡航船」を意味する英語「Coaster」から。